# Luminiţa Dinu-Huţupan
Luminiţa Dinu-Huţupan (nació el 6 de noviembre de 1971, en Piatra Neamţ) es una exjugadora rumana de balonmano femenino. Es considerada una leyenda del balonmano femenino mundial.
En enero del 2011, Dinu fue votada por los aficionados como el mejor portero de la historia del balonmano femenino, en una encuesta en línea organizada por la Federación Internacional de Balonmano. Fue votada por más de 7000 personas, lo que significa casi 94% del número total de votos.